# Jan Komecki
Jan Komecki z Kownat herbu Ślepowron (zm. 1751) – burgrabia krakowski w 1702 roku, komisarz państwa żywieckiego w latach 1705–1719, komisarz graniczny krakowski w 1728 roku. 
Był posłem krakowskim na sejm 1718 roku. Poseł na sejm z limity 1719/1720 roku z województwa krakowskiego. 